# Huracán de México de 1959
El huracán México fue un devastador ciclón tropical que afectó la costa del Pacífico mexicano en octubre de 1959, siendo uno de los más fuertes conocidos de la zona del Pacífico Oriental. Mató a 2000 personas aunque otras fuentes afirmán que llegó a los 1500 o 1800, convirtiéndose en uno de los peores huracanes de la década de los cincuenta y el más mortal registrado por un huracán del océano Pacífico. El ciclón siguió hacia el noroeste. Se intensificó en un huracán de categoría 3 el 25 de octubre y alcanzó la intensidad de categoría 4 al día siguiente. Después de girar hacia el noreste, el huracán tocó tierra cerca del puerto de Manzanillo, Colima, México, a máxima intensidad. El sistema continuó en esa trayectoria antes de disiparse al día siguiente.
El impacto del huracán fue severo y generalizado. Inicialmente, se pronostica que permanecerá en alta mar, el sistema se curvó hacia el noreste y se trasladó a tierra, convirtiéndose en uno de los peores desastres naturales de México en ese momento. Se hundieron hasta 150 embarcaciones. Innumerables casas en Colima y Jalisco fueron dañados o destruidos, grandes porciones de los estados fueron inaccesibles por inundaciones repentinas. Cultivos agrícolas fueron arrasados y cientos de residentes quedaron varados. Todas las plantaciones de coco fueron destruidas durante la tormenta, dejando a miles sin trabajo e instalando el temor de que la economía demore años en recuperarse. La lluvia torrencial en el terreno montañoso contribuyó a numerosos deslizamientos de tierra que causaron cientos de muertes. Después del ciclón, los convoyes que entregan ayuda fueron obstaculizados por la destrucción. Los residentes fueron vacunados para prevenir la propagación de la enfermedad. En general, el huracán infligió al menos $ 280 millones de dólares (1959 USD) en daños.

## Historia meteorológica
El decimoquinto ciclón tropical conocido en la temporada de 1959 fue observado el 23 de octubre al sur de México. Como ya era un huracán categoría 1, se concluyó que su formación era probablemente de poco antes de esta fecha. Siguió la vía habitual del noroeste de los huracanes en el Pacífico oriental. El estado del mismo se intensificó de manera constante, convirtiéndose en un importante huracán el 25 de octubre, alcanzando la categoría 4 en la Escala de Huracanes de Saffir-Simpson al día siguiente. Esto fue seguido por un giro al noreste. Se siguió intensificando, y se convirtió en Categoría 5 el 27 de octubre. Finalmente tocó tierra cerca de Manzanillo, Colima, debilitándose rápidamente por tierra y despareciendo en el centro de México el 29 de octubre.
La presión central más baja que alcanzó fue de 958 hPa. Su máxima de viento fue de 140 nudos (160 mph, 260 km/h). El "best track" indicó que esta velocidad se logró después de tocar tierra. Sin embargo, una revisión menor corrige este error, dejando claro que el huracán fue reforzado por el agua y confirmó que el huracán llegó a tierra con fuertes vientos según un documento que marca el dato por encima de los 135 nudos (155 mph) en Manzanillo. La revisión también indicó que el huracán pudo haber tenido vientos más altos que los registrados oficialmente.

## Preparativos e impacto
Huracanes del Pacífico conocidos que han matado al menos a 100 personas
Huracán	Temporada	Muertes	Árbitro.
" Mexico "	1959	1,800	[4]
Pablo	mil novecientos ochenta y dos	1,625	[5] [6] [7] [8]
Liza	1976	1,263	[9] [10] [11]
Tara	1961	436	[12]
Aletta	mil novecientos ochenta y dos	308	[13] [14]
Paulina	1997	230–400	[15]
Agatha	2010	190	[16] [17]
Manuel	2013	169	[18]
Tico	1983	141	[19] [20]
Ismael	1995	116	[21]
" Baja California "	1931	110	[22] [23]
" Mazatlán "	1943	100	[24]
Lidia	1981	100	[17]
Miles de personas no estaban preparadas para la tormenta. Por lo tanto, el sistema fue denominado "un huracán furtivo". Después de pasar muy lejos de Acapulco, se pronostica que se dirigirá al mar. En cambio, recurrió hacia el este y tocó tierra. [25]
El huracán tuvo efectos devastadores en los lugares donde golpeó. Mató al menos a 1,000 personas directamente, y un total de 1,800 personas. [4] En ese momento, fue el peor desastre natural de México en los últimos tiempos. [25] La mayor parte de la destrucción fue en Colima y Jalisco. [26] Una estimación preliminar de daños a la propiedad fue de $ 280 millones de dólares. (1959 USD). [27]
La tormenta hundió tres barcos mercantes, [28] y otros dos barcos. [29] En un barco, el Sinaloa, [30] 21 de 38 manos cayeron. [31] En otro, El Caribe, todas las manos se perdieron. [30] Se hundieron hasta 150 barcos en total. [26]
Una cuarta parte de las casas en Cihuatlán, Jalisco, fueron totalmente destruidas, dejando a muchas personas sin hogar. [28] En Manzanillo, Colima, el 40 por ciento de todas las casas fueron destruidas y cuatro barcos en el puerto fueron hundidos. [32] Grandes porciones de Colima y Jalisco fueron aisladas por inundaciones. Cientos de personas quedaron varadas. El pueblo de Minatitlán, Colima, sufrió especialmente, ya que 800 personas de su población de 1000 estaban muertas o desaparecidas, según un mensaje enviado al presidente Adolfo López Mateos. [29] En Colima, todas las plantaciones cocoteras fueron destruidas y miles de personas quedaron sin trabajo. La economía de ese estado sufrió el daño suficiente que los funcionarios pensaron que tomaría años recuperarse. [26]
El huracán también arrojó fuertes lluvias a lo largo de su camino. Esta agua talaba las colinas cerca de Minatitlán y contribuyó a un gran deslizamiento de tierra el 29 de octubre que causó la muerte de 800 víctimas. La diapositiva descubrió cientos de escorpiones y serpientes venenosas, que mataron a decenas de personas más después. [4] Hordas adicionales de escorpiones fueron expulsadas de sus nidos cuando las paredes de adobe se derrumbaron. El gobernador de Colima, Rodolfo Chávez Carrillo y su esposa emitieron una súplica por las vacunas de veneno después. [25] En algunos lugares, el lodo tenía 10 pies (3.0 m) de profundidad-
Se voltearon 3 barcos comerciales. El 27 de octubre de 1959 tocó Colima con categoría 5 deslavando los cerros Copales y Juanillos formándose una represa que al reventar arrasó con el pueblo de Minatitlán matando a más de 200 personas.
|

## Reanálisis
El 4 de febrero la National Hurricane Center de la NOAA, publicó un reporte en donde se señala, que el huracán no fue de categoría 5, fue de categoría 4, llevó vientos de 140 mph. Además, corrigieron la trayectoria y ahora, como punto de impacto, fue en la ciudad de Manzanillo, exactamente en la playa conocida como "La Boquita". Fuente: http://www.nhc.noaa.gov/news/20160204_pa_1959HurricaneReanalysis.pdf